# Adonis Jeorjadis
Spiridon-Adonis Jeorjadis, grec. Σπυρίδων-Άδωνις Γεωργιάδης (ur. 6 listopada 1972 w Atenach) – grecki polityk, historyk i wydawca, parlamentarzysta, wiceprzewodniczący Nowej Demokracji, w latach 2013–2014 i od 2024 minister zdrowia, od 2019 do 2023 minister rozwoju i inwestycji, w latach 2023–2024 minister pracy i ochrony socjalnej.

## Życiorys
Ukończył studia z zakresu historii na Uniwersytecie Narodowym im. Kapodistriasa w Atenach. W 1993 przejął i zaczął prowadzić rodzinne wydawnictwo. W 1994 założył centrum edukacyjne zajmujące się nauką greki starożytnej. Zajął się również dziennikarstwem, w latach 1998–2001 zarządzał stacją radiową, w 2000 zaczął w jednej ze stacji telewizyjnych prowadzić program edukacyjny. Został także redaktorem naczelnym dwóch miesięczników promujących grecką kulturę, opublikował też kilka książek m.in. poświęconą homoseksualizmowi w antycznej Grecji.
Zaangażował się w działalność polityczną w ramach Ludowego Zgromadzenia Prawosławnego (LAOS), wchodził w skład komitetu centralnego partii. W latach 2003–2007 był rzecznikiem prasowym tego ugrupowania, w 2006 wszedł w skład rady ateńskiej prefektury. W 2007 po raz pierwszy uzyskał mandat posła do Parlamentu Hellenów w okręgu wyborczym Ateny B. Z powodzeniem ubiegał się o reelekcję w wyborach w 2009.
W listopadzie 2011 objął stanowisko wiceministra rozwoju w rządzie Lukasa Papadimosa. W lutym 2012 odszedł z tej funkcji, opuścił też Ludowe Zgromadzenie Prawosławne i zrezygnował z mandatu deputowanego. Dołączył następnie do Nowej Demokracji. Z jej ramienia ponownie wybierany do Parlamentu Grecji w wyborach w maju 2012, czerwcu 2012, styczniu 2015, wrześniu 2015, 2019, maju 2023 i czerwcu 2023.
W czerwcu 2013 premier Andonis Samaras powierzył mu stanowisko ministra zdrowia w swoim gabinecie. Zajmował je do czasu rekonstrukcji rządu w czerwcu 2014. W 2015 ubiegał się o przywództwo w Nowej Demokracji, zajmując w pierwszej turze partyjnych wyborów powszechnych ostatnie (czwarte) miejsce z poparciem około 11% głosujących. Przed drugą turą wsparł Kiriakosa Mitsotakisa, a po jego zwycięstwie w styczniu 2016 został jednym z dwóch wiceprzewodniczących ND. W lipcu 2019 lider ND w swoim nowym gabinecie powierzył mu funkcję ministra rozwoju i inwestycji; stanowisko to zajmował do maja 2023. W czerwcu 2023 w nowo powołanym drugim rządzie Kiriakosa Mitsotakisa objął urząd ministra pracy i ochrony socjalnej. W styczniu 2024 przeszedł na stanowisko ministra zdrowia.

## Życie prywatne
Żonaty z kompozytorką i dyrygentką Ewjenią Manolidu, z którą ma dwóch synów.